# Conciliul de la Calcedon

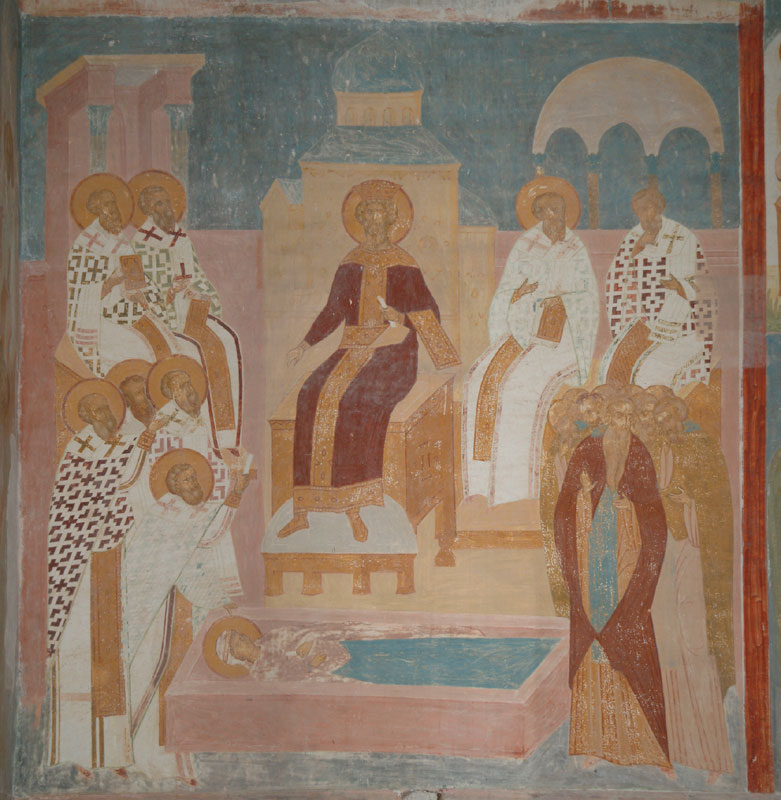
Conciliul de la Calcedon

Sinodul al IV-lea ecumenic de la Calcedon - sau Conciliul de la Calcedon - s-a întrunit în anul 451 din inițiativa împăratului Marcian, a fost prezidat de episcopul Anatolie al Constantinopolului și a reunit peste 630 de episcopi. Papa Leon I cel Mare a trimis cinci reprezentanți în frunte cu Sfântul Ierarh Avondios, cel care i-a combătut pe Eutihie (c. 380 - c. 456) și Dioscor (d. 454).
Sinodalii reuniți la Sinodul IV ecumenic de la Calcedon atestă din nou valabilitatea Crezului elaborat de Sinodul I ecumenic de la Niceea, fac referire la contribuțiile Sinodului II ecumenic de la Constantinopol privind Duhul Sfânt, vin cu precizări prin care explică cele afirmate în Crez (subliniind că prin aceasta nu fac modificări ale mesajului, ci doar ajută la o mai clară înțelegere a lui) și interzic modificări ulterioare ale Crezului.
Tot în scopul clarificării doctrinale se subliniază că în Isus Hristos sunt cele două naturi (divină și umană) și că Fecioara Maria este născătoare de Dumnezeu.
A fost citit Tomus ad Flavianum, prin care papa Leon cel Mare luase apărarea arhiepiscopului Flavian. După citire, episcopii prezenți au aclamat „Petru însuși a vorbit prin gura lui Leon” și l-au reabilitat pe Flavian.
Principala erezie combătută de acest sinod ecumenic a fost monofizismul,  concepție răspândită de Eutihie și Dioscor, care afirma că în Iisus Hristos ar fi doar firea divină. Sinodul arată în mod clar că în Iisus Hristos este o singură Persoană, care are însă două firi – divină și omenească – individualizate și totuși unite complet în același ipostas. La baza acestei înțelegeri stă faptul că Sfinții Părinți reuniți la sinod au considerat că îndumnezeirea omului este posibilă numai dacă Mântuitorul și-a asumat în mod autentic și integral firea omenească în ipostasul Său.
Sinodul prezintă textul Crezului și menționează că «nimănui nu îi este permis să producă, să scrie sau să compună orice alt Crez, să gândească sau să învețe pe alții altceva».
S-au adoptat 30 de canoane, cu mențiunile că primele 27 au un caracter disciplinar, că cel de al 28-lea este în fond rezoluția sinodului, adoptat după plecarea delegației papei Leon I cel Mare, iar canoanele 29 și 30 sunt atribuite sinodului în textele vechi grecești.